# Šimon Holý
Šimon Holý (* 25. června 1994 Praha) je český filmový režisér, scenárista a hudební skladatel.

## Život
Narodil se v Praze. Byl členem židovské obce na přání svého dědy, ředitele rozhlasu Richarda Seemanna. Vystudoval režii na pražské Filmové a televizní fakultě Akademie múzických umění.[zdroj?]

## Tvorba
Nejprve se věnoval hudební tvorbě a skládání filmové hudby. Spolupracoval s režiséry Tomášem Pavlíčkem, Olmem Omerzu nebo Tomaszem Wińskim. Více než deset let moderoval pořad Kompot a živé vysílání na Radiu Wave. V roce 2021 debutoval celovečerním filmem Zrcadla ve tmě, který byl uveden na Mezinárodním filmovém festivalu v Karlových Varech, v sekci Na Východ od Západu. Za snímek získal dvě Ceny filmové kritiky (objev roku, nejlepší herečka Alena Doláková). Následující rok uvedl na karlovarském festivalu další film A pak přišla láska..., pomyslnou trilogii uzavírá film Hello, welcome, který zahájil 50. ročník Letní filmové školy. Na všech třech filmech se podílely také v různých pozicích herečky Alena Doláková, Sara Venclovská a Eliška Soukupová. Na „low-budget trilogii“ má navazovat trilogie filmů o dospívání (v přípravě jsou mezinárodní koprodukční filmy Thinking David, Chica Checa).

## Filmografie

### Režie
- 2014: SAN (studentský film)
- 2014: Odraz světla na zdi (studentský film)
- 2016: Všechno (studentský film)
- 2018: Videodivers (studentský film)
- 2014: Gottland (povídkový)
- 2015: Tam kde je tma (dokumentární)
- 2021: Zrcadla ve tmě
- 2022: A pak přišla láska...
- 2024: Hello, welcome
- 2025: Thinking David (v přípravě)
- 2025: Chica Checa (v přípravě)

### Hudba
- 2014: Parádně pokecal (režie Tomáš Pavlíček)
- 2015: Rodinný film (režie Olmo Omerzu)
- 2018: Všechno bude
- 2021: Zrcadla ve tmě
- 2022: A pak přišla láska...
- 2023: Hranice lásky (Tomasz Wiński)
- 2024: Hello, welcome